# Hans-Georg Moslener
Hans-Georg Moslener (* 21. September 1938 in Hamburg; † 16. Juli 2019 ebenda) war ein deutscher Produzent, Komponist und Lyriker. Er arbeitete auch unter den Pseudonymen George M. Moslem, George Martin, Joe Relax und Kloost.

## Karriere
Seit den 1960er Jahren hat sich Hans-Georg Moslener als Produzent, Komponist und Lyriker vor allem im Genre Schlager einen Namen gemacht. Zu seinen größten Erfolgen gehörten Songs wie Dieter Hallervordens und Helga Feddersens Die Wanne ist voll, Traumboy von Frl. Menke, Du machst Karriere von Lena Valaitis für den ESC-Vorentscheid 1976 Ein Lied für Den Haag, Liebelei von Rex Gildo, So schön kann doch kein Mann sein und Wie geht es dir, Robert? von Gitte Hænning. Neben den genannten Künstlern arbeitete er auch mehrfach mit Freddy Quinn zusammen. Gemeinsam mit Gerard Dulau schrieb er 1997 die Musik zur Zeichentrickserie Willi Wühlmaus geht auf Weltreise den Text und die Musik des Seemannslied Ave Maria der Meere.